# Arquipélago de Maddalena

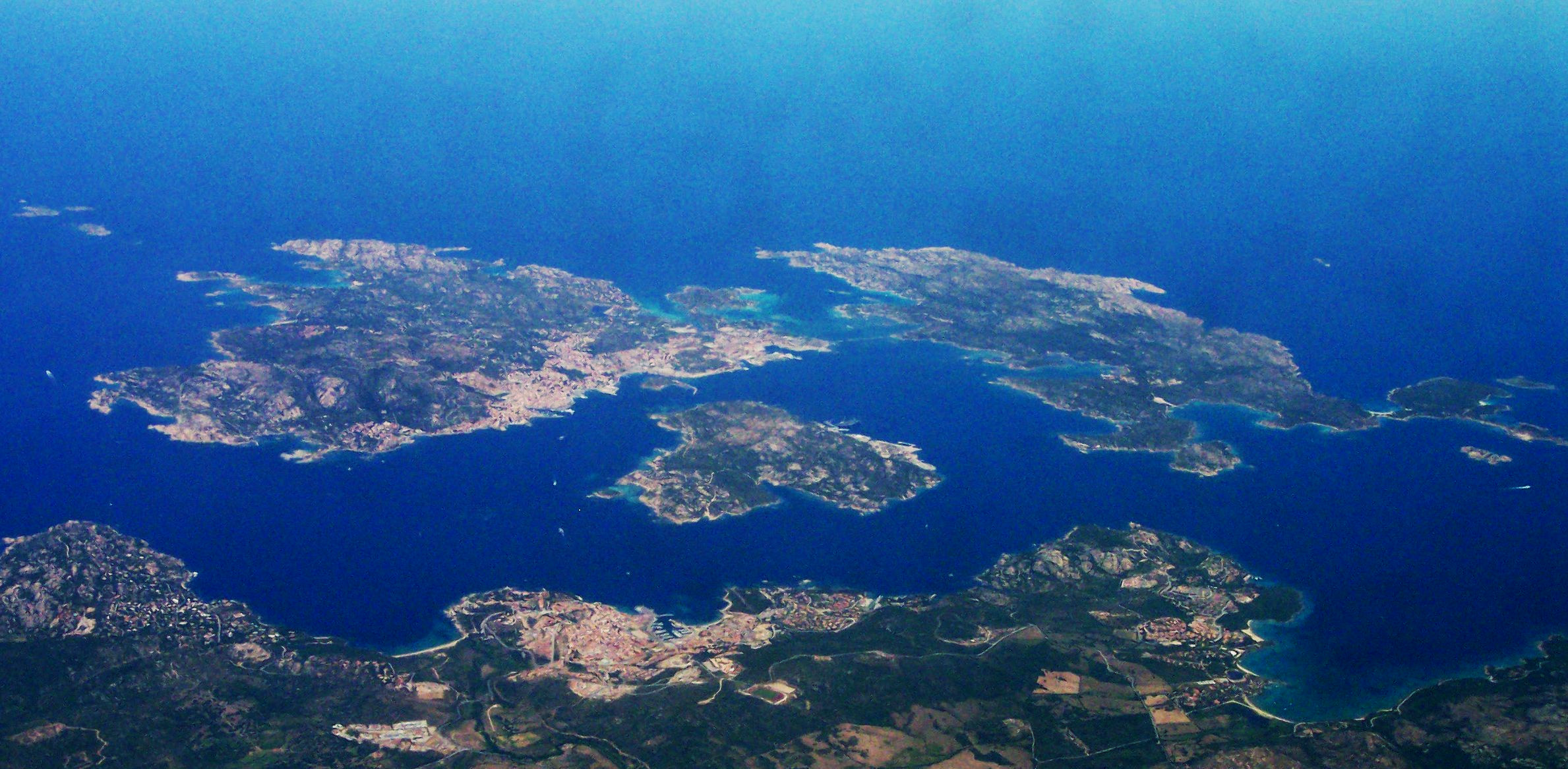
Vista aérea do arquipélago

O arquipélago Maddalena é um grupo de ilhas a nordeste da Sardenha, ao largo da costa Smeralda. Entre as mais importantes estão La Maddalena, Caprera, Santo Stefano, Santa Maria, Razzoli, Budelli, e a Spargi. As restantes ilhas são muito pequenas.
Só La Maddalena e Caprera é que são habitadas.
O arquipélago é um local de eleição para mergulho e turismo por causa da beleza natural e das águas pristinas de cor esmeralda.
Caprera é conhecida por ter hospedado Giuseppe Garibaldi durante o exílio e é ligada por um istmo artificial a La Maddalena. Santo Stefano tem uma base para submarinos dos Estados Unidos.
O arquipélago é um Parque Nacional desde 1994.